# Nikolaus von Endres
Nikolaus Ritter von Endres  (Würzburg, 25. listopada 1862. – München, 23. rujna 1938.) je bio njemački general i vojni zapovjednik. Tijekom Prvog svjetskog rata zapovijedao je 5. bavarskom divizijom i I. bavarskim korpusom na Zapadnom bojištu.

## Vojna karijera
Nikolaus von Endres je rođen 25. listopada 1862. u Würzburgu. Sin je Philippa Endresa i Anne Endres rođene Schmidt. Nakon završetka gimnazije, u listopadu 1881. stupa u bavarsku vojsku služeći u 1. kraljevskoj bavarskoj pješačkoj pukovniji u Münchenu. U navedenoj pukovniji služi do ožujka 1887. kada je premješten u 8. kraljevsku bavarsku pješačku pukovniju "Grossherzog Friedrich II. von Baden" koja se nalazila u Metzu. Od siječnja 1889. pohađa Bavarsku vojnu akademiju, dok je u lipnju 1892. promaknut u čin poručnika. Od rujna 1893. nalazi se na službi u 7. kraljevskoj bavarskoj pješačkoj brigadi u Würzburgu gdje obnaša dužnost pobočnika. Tijekom navedene službe, u studenom 1897., je unaprijeđen u čin satnika. Potom od srpnja 1900. služi u stožeru Guvernementa Ingolstadt gdje službuje godinu dana, do 1901. kada je premješten u 2. kraljevsku bavarsku pješačku pukovniju "Kronprinz" gdje zapovijeda satnijom. Od iduće 1902. godine nalazi se na službi u stožeru 1. kraljevske bavarske pješačke divizije. Tijekom navedene službe u, rujnu 1904., promaknut je u čin bojnika, nakon čega je u studenom te iste godine premješten u 5. kraljevsku bavarsku pješačku pukovniju "Grossherzog Ernst Ludwig von Hessen".
U stožeru 5. kraljevske bavarske pješačke pukovnije Endres se nalazi do 1906. od kada služi u stožeru 1. kraljevskog bavarskog korpusa u Münchenu. U rujnu 1907. unaprijeđen je u čin potpukovnika, da bi u srpnju iduće, 1908. godine, bio imenovan načelnikom stožera I. kraljevskog bavarskog korpusa. Nakon toga, u ožujku 1910., promaknut je u čin pukovnika, da bi u listopadu te iste godine postao zapovjednikom 1. kraljevske bavarske pješačke pukovnije "König". U travnju 1912. imenovan je ravnateljem Bavarske ratne, topničke i inženjerijske škole u Münchenu zamijenivši na tom mjestu Alberta von Schocha. Potom je u siječnju 1913. promaknut u čin general bojnika, a te iste godine imenovan je i zapovjednikom 2. kraljevske bavarske pješačke brigade na čijem čelu se nalazi i na početku Prvog svjetskog rata. Početkom 1914. dobiva plemićku titulu viteza 

## Prvi svjetski rat
Na početku Prvog svjetskog rata 2. kraljevska bavarska pješačka brigada nalazila se u sastavu 6. armije kojom je na Zapadnom bojištu zapovijedao bavarski princ Rupprecht. U ožujku 1915. 2. kraljevska bavarska pješačka brigada kojom je zapovijedao Endres je reorganizacijom preimenovana u 1. kraljevsku bavarsku pješačku brigadu, da bi mjesec dana poslije, u travnju, Endres bio imenovan zapovjednikom 5. kraljevske bavarske pješačke divizije kojom je do tada zapovijedao Albert von Schoch. U svibnju je promaknut u čin general poručnika. Tijekom jeseni 1915. Endres s 5. bavarskom divizijom sudjeluje u Drugoj bitci u Champagni, dok tijekom 1916. sudjeluje u Bitci na Sommi. Nakon toga tijekom 1917. divizija sudjeluje u Bitci kod Arrasa u travnju, te na jesen u Bitci za Passchendaele.
U ožujku 1918. Endres s 5. bavarskom divizijom koja se nalazila u sastavu 17. armije sudjeluje u Proljetnoj ofenzivi. Nakon uspješnog napada u Operaciji Michael Endres je 17. travnja 1918. odlikovan ordenom Pour le Mérite. U lipnju imenovan je zapovjednikom I. bavarskog korpusa kojim je do tada zapovijedao Oskar von Xylander. Zapovijedajući navedenim korpusom sudjeluje u borbama na Hindenburgovoj liniji, te bezuspješnom zaustavljanju Ofenzive od 100 dana.

## Poslije rata
Nakon završetka rata Endres je 19. ožujka 1919. umirovljen. Istodobno je promaknut u počasni čin generala pješaštva. Preminuo je 23. rujna 1938. godine u 76. godini života u Münchenu. Od svibnja 1898. je bio oženjen s Mariom Thieme s kojom je imao jednog sina i jednu kćer.

## Vanjske poveznice
(eng.) Nikolaus von Endres na stranici Prussianmachine.com

(njem.) Nikolaus von Endres na stranici Deutsche-kriegsgeschichte.de  Arhivirana inačica izvorne stranice od 20. lipnja 2016. (Wayback Machine)